# Давыдченко, Анна Анатольевна
Анна Анатольевна Давыдченко (род. 17 апреля 1981) — российская дзюдоистка, чемпионка (2005), серебряный (2006) и бронзовый (2004) призёр чемпионатов России, мастер спорта России международного класса. Выступала в полулёгкой весовой категории (до 52 кг). В 2007 году оставила большой спорт. Судья первой категории по дзюдо.

## Спортивные результаты
- Чемпионат России среди кадетов 1996 года — ;
- Чемпионат России среди молодёжи 2002 года — ;
- Чемпионат России среди молодёжи 2003 года — ;
- Чемпионат России по дзюдо 2004 года — ;
- Чемпионат России по дзюдо 2005 года — ;
- Чемпионат России по дзюдо 2006 года — ;
- Мемориал Владимира Гулидова 2007 года, Красноярск — .